# Pandora’s Promise
Pandora’s Promise ist eine 2013 veröffentlichte Dokumentation. Regie führte Robert Stone. Der Film hatte seine Premiere am 18. Januar 2013 beim Sundance Film Festival, in den Kinos läuft der Film am 15. November 2013 an. Der für seinen Whole Earth Catalog bekannte US-amerikanische Autor Stewart Brand hat an dieser Dokumentation teilgenommen, ebenso die Journalisten Gwyneth Cravens, Mark Lynas und Richard Rhodes und der US-amerikanische Autor Michael Shellenberger. Im Juni 2013 gewann der Film den Sheffield Green Award.

## Handlung
Es ist eine Dokumentation über die Vergangenheit und Zukunft der Kernenergie. Gedreht wurde dazu in Tschornobyl und Fukushima.

## Auszeichnungen
- 2013: Sheffield Green Award